# Cymothoe sublurida
Cymothoe sublurida är en fjärilsart som beskrevs av Hans Fruhstorfer 1903. Cymothoe sublurida ingår i släktet Cymothoe och familjen praktfjärilar. Inga underarter finns listade i Catalogue of Life.